# Shirley Hughes
Winifred Shirley Hughes (West Kirby, 16 luglio 1927 – Londra, 25 febbraio 2022) è stata una scrittrice e illustratrice britannica di libri per ragazzi.

## Biografia
Nata a West Kirby il 16 luglio 1927 da Kathleen Dowling e Thomas J. Hughes, futuro fondatore dell'omonima catena di discount, ha studiato design di costumi alla Liverpool School of Art e disegno alla Ruskin School of Art di Oxford.
Trasferitasi a Londra, ha iniziato a lavorare come illustratrice freelance ottenendo il primo incarico nel 1950 con i disegni di The Hill War di Olivia Fitzroy prima di esordire come autrice e illustratrice dieci anni dopo con il libro per ragazzi Lucy and Tom's Day.
Nel corso della sua prolifica carriera ha venduto oltre 10 milioni di copie e illustrato più di 100 libri e ha ottenuto la Kate Greenaway Medal in due occasioni, nel 1977 e nel 2003, risultando vincitrice nel 2007 dalla "Greenaway of Greenaways" con il romanzo Dogger.
È morta nella sua casa di Londra dopo una breve malattia il 25 febbraio 2022 all'età di 94 anni.

## Vita privata
Sposatasi nel 1952 con l'architetto John Vulliamy, morto nel 2007, la coppia ha avuto 3 figli.

## Opere tradotte in italiano
- Tutti a spasso (Out and about: a first book of poems, 2016), Santarcangelo di Romagna, Pulce, 2019 traduzione di Elisa Mazzoli ISBN 978-88-321-8636-9.
- Tutto intorno a me (All around me: a first book of childhood, 2019), Santarcangelo di Romagna, Pulce, 2021 traduzione di Elisa Mazzoli ISBN 978-88-362-8003-2.

## Premi e riconoscimenti
- Kate Greenaway Medal: 1977 con Dogger e 2003 con Ella's Big Chance
- Eleanor Farjeon Award: 1984 alla carriera